# Apatochernes gallinaceus
Apatochernes gallinaceus är en spindeldjursart som beskrevs av Beier 1967. Apatochernes gallinaceus ingår i släktet Apatochernes och familjen blindklokrypare. Inga underarter finns listade i Catalogue of Life.